# Dodecosini
Los dodecosinos (Dodecosini) son una tribu de coleópteros crisomeloideos de la familia Cerambycidae.

## Géneros
Tiene los siguientes géneros:
- Diringsiella Martins & Galileo, 1991
- Dodecosis Bates, 1867
- Monneella Martins, 1985
- Olexandrella Zajciw, 1959